# Burg Grailach
Die Burg Grailach (slowenisch: Škrljevo, alt: Chrilowa) ist eine Burg in Unterkrain im heutigen Slowenien.

## Lage
Die Burg liegt auf einer Anhöhe westlich des Dorfes Škrljevo (Deutsch: Graiylach) im Bereich der Pfarrgemeinde Šentrupert (deutsch: St. Ruprecht), benannt nach dem Schutzheiligen der Pfarre, etwa neun Kilometer nordöstlich Trebnje (deutsch: Treffen) und etwa sechs Kilometer nordwestlich von Mokronog (deutsch: Nassenfuß). 

## Geschichte

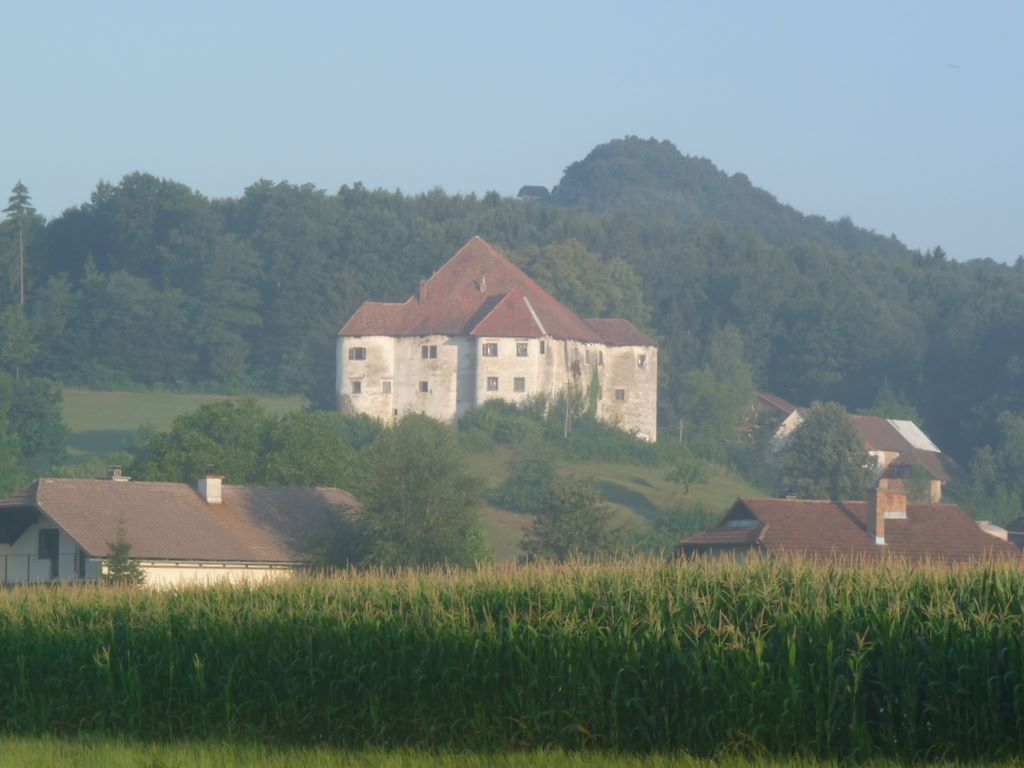
Ortsblick

Nach dem slowenischen Historiker Milko Kos (1892–1972) soll sie im Jahr 1043 erstmals erwähnt worden sein.  Unter Berufung auf Pater Martinus Bautscherus führt Valvasor die Gründung der Burg auf die heilige Hemma zurück. Schon Valvasor beklagte sich über die spärlichen Nachrichten, als er schrieb: „Wiewol ich fleissigst nachgesucht, zu welcher Zeit und von wem dieses Schloß am ersten aufgerichtet und bewohnt worden: haben mir doch weder die alte Schriften, noch Urkunden, viel weniger die Authores, einige Nachricht davon geben können mit der Ausnahme von Pater Bautscherus.“
Der Jesuit Bautscher, ein Zeitgenosse Valvasors, hinterließ eine in lateinischer Sprache verfasste Nachricht, aus der hervorgeht, dass die Hl. Hemma unter anderen Gütern auch die Herrschaft Grailach in die Ehe einbrachte: […] dotem attulit comitatum Peilnstein, castra Vizel, Landsberg, Weitenstein, Andernacum, Nassenfues, Grailach, Erkhenstein, ac alia praedia in Carniola sita […].
Diese Güter gehörten nach Hemmas Schenkung (1043) bis 1072 dem von ihr gegründeten Benediktinerinnenkloster an der Gurk in Kärnten und danach dem Bistum Gurk, das die Herrschaft Grailach noch im 17. Jahrhundert als Lehen vergab.

## Besitzer

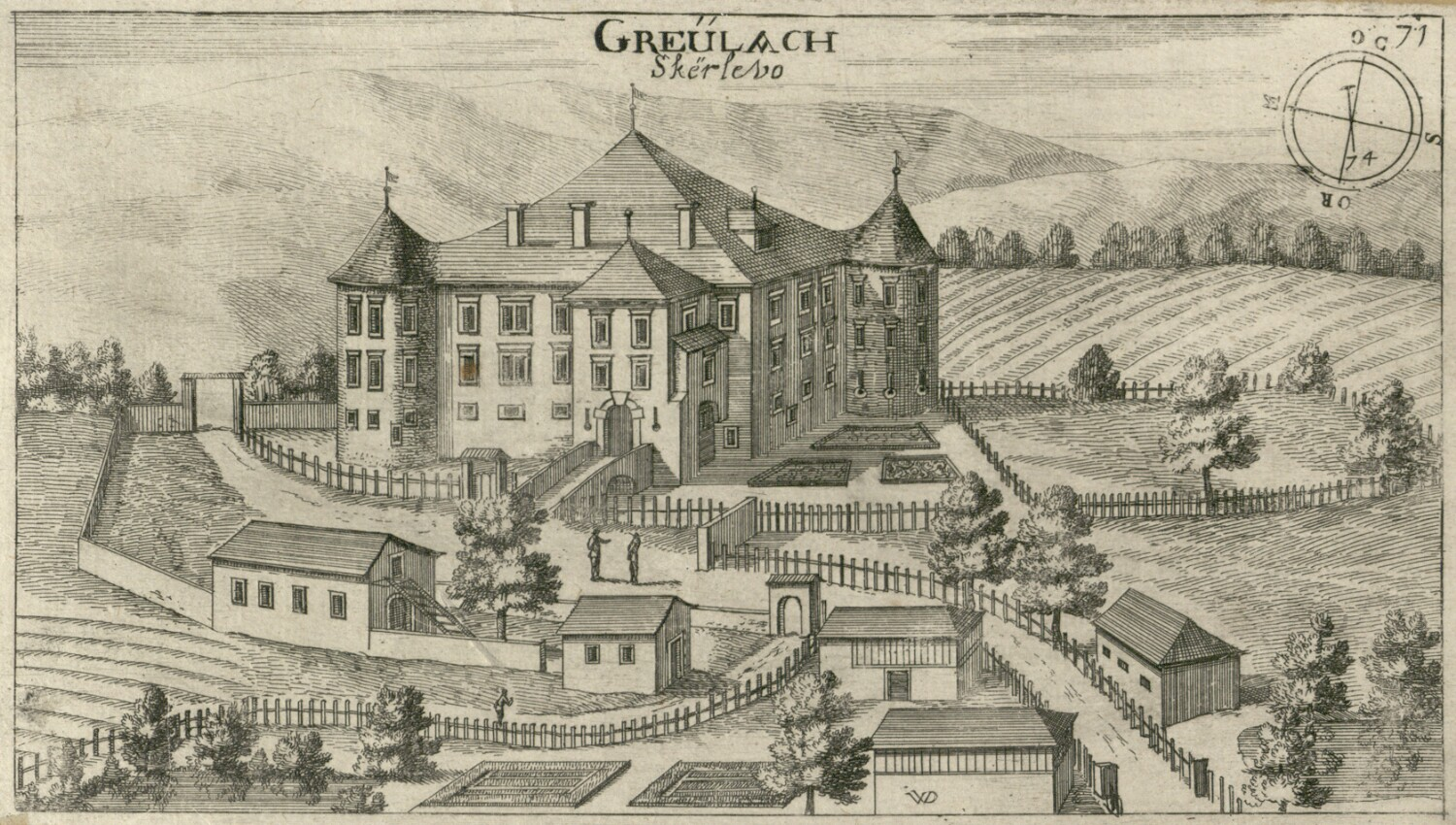
Der Kupferstich von Valvasor

Nach heutigem Forschungsstand sind noch bis zur Mitte des 16. Jahrhunderts keine Nachrichten über die Besitzer der Burg und der Herrschaft Grailach bekannt.
Als erste Namen zur Herrschaft Grailach  werden 1541 die Brüder Adam und Sigismund von Auersperg genannt. Es folgen 1585 Johann Balthasar von Werneck, bis 1613 Rudolph Graf Barbo von Wachsenstein und Ruess von Ruessenstein (1613). Dessen Nachfolger als Besitzer wird von 1613 bis 1705 Martin Khaysell, dem bis 1785 die Freiherren von Langenmantel folgen. Anschließend finden sich als Besitzer die Freiherren von Pittoni (1785 bis 1799), die Familie Schuller (1799 bis 1834), in der Zeit von 1834 bis 1885 Karl Vasič, der Verwalter auf Auersperg war, und seit 1885 die Podobnik.
Die Burg gehört mittlerweile dem Laibacher Immobilienunternehmen Reitenburg d.o.o. Trotz Bescheid des slowenischen Inspektorates für Kultur und Medien vom Anfang des Jahres 2024, kam der Besitzer, Jože Anderlič, der Forderung nicht nach, die notwendigsten Erhaltungsmaßnahmen durchzuführen. In Folge stürzte im März 2025 ein Teil der hinteren Gebäudemauer ein, so dass sich eine große Öffnung ins Innere der Burg auftat.

## Bilder
- Johann Weichard von Valvasor: Kupferstich in Ehre, II. Band, XI. Buch, S. 223.